# Kepler-444 f
Kepler-444 f (KOI-3158.05) est une planète extrasolaire (exoplanète) confirmée en orbite autour de l'étoile Kepler-444, une naine (classe de luminosité V) orange (type spectral K) située à une distance d'environ 35,7 ± 1,1 parsecs du Soleil, dans la direction de la constellation boréale de la Lyre.
Détectée avec le télescope spatial Kepler, sa découverte par la méthode des transits a été annoncée le 5 novembre 2013. Elle a été confirmée par la NASA le 29 janvier 2015.
Avec un rayon d'environ 0,741 +0,041
-0,040 rayons terrestres, il s'agirait d'une planète tellurique.